# Claire Bertschinger
Claire Bertschinger va néixer a Bishop's Stortford (Regne Unit) el 1953. És una infermera anglosuïssa i defensora de les persones que sofreixen en els països en via de desenvolupament.
El seu treball a Etiopía (país situat a la banya d'Àfrica) el 1984 va inspirar els festivals benèfics Band Aid i Live Aid, que es va convertir en el programa d'ajuda més gran mai creat. Bertschinger va rebre la medalla Florence Nightingle el 1991 per la seva labor en la infermeria i va ser nomenada Dama comanadora per la reina Isabel II el 2010 pels seus “serveis a la infermeria i a l’ajuda humanitària internacional”.

## Biografia
És filla de mare britànica i de pare suís. Es va criar a Sheering, a prop de Bishop's Stortford al comtat d'Essex. Era dislèxica, i amb prou feines sabia llegir i escriure fins que va tenir catorze anys. Quan els seus pares van comprar un televisor, una de les primeres pel·lícules que va veure va ser La posada de la sisena felicitat, protagonitzada per Ingrid Bergman en el paper de Gladys Aylward, una missionera britànica a la Xina als anys 30 que es va veure atrapada en la invasió japonesa. Bertschinger va pensar: "Jo podria fer això. Això és el que vull fer". Es va graduar a la Universitat Brunel amb un màster en Antropologia Mèdica el 1997.
Bertschinger és budista i practica el budisme nichiren. Es va fer membre de l'organització budista mundial Soka Gakkai International el 1994.
El seu llibre autobiogràfic, Moving Mountains, va ser publicat el 2005. En aquest llibre descriu les seves experiències globals i la seva motivació espiritual que la va portar al budisme. Part dels drets d'autor del llibre es destinen a The African Children's Educational Trust, una organització benèfica britànica.

## Trajectòria
Després de formar-se i treballar com a infermera al Regne Unit, Bertschinger es va convertir en metge a l'Operació Drake, una expedició amb el Coronel John Blashford-Snell i la Societat d'Exploració Científica a Panamà, Papua Nova Guinea i Sulawesi. Després d'aquesta experiència, es va incorporar al grup d'ajuda d'emergència en cas de catàstrofe del Comitè Internacional de la Creu Roja (CICR), en el qual se'ls va permetre acudir a llocs en guerra gràcies a la seva doble nacionalitat. Gràcies a això, ha treballat en més d'una dotzena de zones de conflicte, com l'Afganistan, Kenya, el Líban, el Sudan, la Sierra Leone, la Costa d'Ivori i Libèria. També ha treballat a la seu del CICR a Ginebra, Suïssa, com a oficial de formació a la Divisió de Salut.
Bertschinger és ambaixadora i fideïcomissària de The African Children's Educational Trust, patrona de Promise Nepal i voluntària de l'organització benèfica Age UK. El 2010, la reina Isabel II li va concedir el títol de Dama comanadora de l'Orde de l'Imperi Britànic a la Llista d'Honors de Cap d'Any, pels seus serveis a la infermeria i a l'ajuda humanitària internacional. El 2012, Bertschinger va ser nomenada subtinent de Hertfordshire. Des del 2016, és directora del curs de Diploma en Infermeria Tropical de l'Escola d'Higiene i Medicina Tropical de Londres.

## Etiòpia
El 1984, Bertschinger treballava com a infermera de camp del CICR a Mekele, la capital de la província de Tigre, a Etiòpia, durant la fam del 1984. Dirigia un centre d'alimentació que només podia acceptar entre 60 i 70 nens nous en un moment a què molts més milers necessitaven aliments. Com a infermera jove va haver de decidir quines persones rebrien aliments i quines no. Tots aquells als que no podia ajudar tenien poques esperances de sobreviure, i quan va ser entrevistada sobre el dolor d'haver de prendre decisions tan crítiques, va dir: "Em sentia com una comandant nazi, decidint qui viuria i qui moriria. Jugar a ser Déu em va trencar el cor".
Quan va aparèixer un dels equips de BBC News amb el reporter Michael Buerk, Bertschinger va explicar la seva història per posar-hi relleu a tots els problemes. Tot i que Buerk va pensar que Bertschinger era una heroïna i va editar el seu reportatge per destacar-ho, Bertschinger va dir que la seva primera impressió de Buerk va ser la d'un imbècil arrogant que feia preguntes molt irrellevants. El reportatge inicial de Buerk sobre el treball de Bertschinger, que va ser emès el 23 d'octubre del 1984, va inspirar Bob Geldof, que l'estava mirant, a llançar Band Aid. Després, el 1985 es va crear Live Aid, el programa d'ajuda més gran mai muntat, que va recaptar més de 150 milions de lliures esterlines i va salvar aproximadament 2 milions de vides a l'Àfrica.
El 2004, Bertschinger va tornar a Etiòpia amb Buerk per avaluar la situació en la qual es trobava 20 anys després i també per realitzar el programa Etiòpia: A Journey with Michael Buerk. Després d'aquesta visita, Bertschinger va afirmar que "l'educació és la clau del futur pels entorns amb pocs recursos. Obre portes i millora radicalment la salut de les persones, sobretot la de les dones".

## Reconeixements
- 1986: Medalla Bish de la Societat d'Exploració Científica.
- 1991: Medalla Florence Nightingale del Comitè Internacional de la Creu Roja.
- 2005: Premi a la Dona de l'Any, de la Finestra al Món.[13]
- 2007: Premi de Drets Humans i Infermeria 2007, del Centre Internacional d'Ètica Infermera (ICNE), a la Facultat de Ciències Mèdiques i de la Salut de la Universitat de Surrey.[14]
- 2008: Títol honorífic de Doctora en Ciències Socials, Universidad Brunel.[15]
- 2010: Votada com una de les 20 persones més influents al camp de la infermeria per Masters in Nursing Online.[16]
- 2010: Dama comanadora de l'Orde de l'Imperi Britànic (DBE) als honors de l'Any Nou 2010.[17]
- 2010: Títol honorífic de Doctora en Educació, Universitat Robert Gordon.[18]
- 2010: Títol honorífic de Doctora en Ciències de la Salut, Universitat Anglia Ruskin.[19]
- 2011: Títol honorífic de Doctora de la Universitat de Staffordshire.[20]
- 2011: Títol honorífic de Doctora en Ciències, Universitat de Montfort.[20]
- 2012: Triada com una de les Cinc dones formidables que van donar forma a la Creu Roja per la Creu Roja Britànica.[21]
- 2012: Triada una de les 10 infermeres més influents de tots els temps per la revista Scrubs.[22]
- 2012: Sotstinent de Hertfordshire.[9]